# Ernie Parker
Ernest Frederick Parker, detto Ernie (Perth, 5 novembre 1883 – Caëstre, 2 maggio 1918), è stato un tennista e crickettista australiano.

## Carriera
Partecipò a solo due edizioni degli Australian Championships, nel 1909 e nel 1913, ed in entrambe le occasioni raggiunse la finale sia nel singolare che nel doppio. Nel 1909 trionfò nel doppio e venne sconfitto nel singolare da Anthony Wilding mentre nel 1913 ottenne una doppietta.
Si arruolò con l'Australian Army al terzo tentativo, inizialmente non era stato ammesso per problemi di vista, e perì sul campo di battaglia in Francia durante la prima guerra mondiale.

## Finali del Grande Slam

### Singolare

#### Vittorie (1)
| Anno | Torneo                   | Superficie | Avversario in finale | Punteggio          |
| ---- | ------------------------ | ---------- | -------------------- | ------------------ |
| 1913 | Australian Championships | Erba       | Harry Parker         | 2-6, 6-1, 6-2, 6-3 |

#### Finali perse (1)
| Anno | Torneo                   | Superficie | Avversario in finale | Punteggio     |
| ---- | ------------------------ | ---------- | -------------------- | ------------- |
| 1909 | Australian Championships | Erba       | Anthony Wilding      | 1-6, 5-7, 2-6 |

### Doppio

#### Vittorie (2)
| Anno | Torneo                       | Superficie | Compagno    | Avversari in finale        | Punteggio          |
| ---- | ---------------------------- | ---------- | ----------- | -------------------------- | ------------------ |
| 1909 | Australian Championships     | Erba       | J. P. Keane | Tom Crooks Anthony Wilding | 1–6, 6–1, 6–1, 9–7 |
| 1913 | Australian Championships (2) | Erba       | Alf Hedeman | Harry Parker Roy Taylor    | 8–6, 4–6, 6–4, 6–4 |